# Raión de Mýrhorod
Raión de Mýrhorod (en ucraniano: Миргородський район) es un raión o distrito de Ucrania en la óblast de Poltava. La capital es la ciudad de Mýrhorod.
Comprende una superficie de 6282,7 km².
Su territorio fue definido en 2020 mediante la fusión de los raiones de Mýrhorod, Velyka Bahachka, Hádiach, Lójvytsia y Shyshaky. También se unieron al raión en 2020 las ciudades de Mýrhorod y Hádiach, que hasta entonces no formaban parte de ningún raión porque estaban constituidas como ciudades de importancia regional.

## Demografía
Según estimación de 2022, contaba con una población total de 198 076 habitantes.

## Subdivisiones
Tras la reforma territorial de 2020, el raión incluye los siguientes 17 municipios:
- 4 ciudades: Mýrhorod (la capital), Hádiach, Zavodské y Lójvytsia
- 5 sélyshcha: Velyka Bahachka, Hoholeve, Komyshniá, Romodán y Shyshaky
- 8 municipios rurales: Bilotserkivka, Velyki Búdyshcha, Velyki Soróchyntsi, Krasna Luká, Liútenka, Petrivka-Romenska, Senchá y Sérhiyivka

## Otros datos
El código KOATUU fue 5323200000. El código postal 37610 y el prefijo telefónico +380 5355.